# Поверхностный сгибатель пальцев
Поверхностный сгибатель пальцев (лат. Musculus flexor digitorum superficialis) — мышца передней группы предплечья.
Спереди мышца прикрыта длинной ладонной мышцей и лучевым сгибателем запястья, которые оставляют на ней след в виде борозд.
Имеет две головки:
- плечелоктевая (лат. caput humeroulnare) — длинная и узкая. Начинается от медиального надмыщелка плечевой кости и венечного отростка локтевой кости
- лучевая (лат. caput radiale) — начинается от проксимальной части передней поверхности лучевой кости.

Обе головки объединяются в общее брюшко, которое переходит в длинные сухожилия. Последние, переходя на кисть, ложатся в канал запястья и прикрепляются к основанию средних фаланг от указательного пальца до мизинца. На уровне проксимальных фаланг, каждое сухожилие разделяется на два и потому заканчивается не в одной, а в двух точках — по краям основания средних фаланг.

## Функция
Сгибает средние фаланги четырёх пальцев кисти от мизинца до указательного.